# Kamienica przy Rynku 17 we Wrocławiu
Kamienica przy Rynku 17 – kamienica na wrocławskim Rynku, na południowej pierzei Rynku, tzw. stronie Złotego Pucharu.

## Historia kamienicy i jej architektura
Pierwszy murowany budynek na działce nr 17 wzniesiono z cegły w układzie wendyjskim w drugiej połowie XIII wieku lub nawet w drugiej ćwierci XIII w. Z tego okresu zachowały się dwie romańskie granitowe kolumny, które wspierały sześciopolowe sklepienie krzyżowe parteru. Do ok. połowy XVIII wieku kamienica była kilkakrotnie rozbudowywana i przebudowywana; dokonano zmiany układu dachu z kalenicowego na szczytowy. W połowie XVI wieku, za sprawą ówczesnego właściciela Maximiliana von Fürst, kamienica uzyskała formę, która dotrwała do końca II wojny światowej. Według wrocławskiego architekta, profesora Wojciecha Brzezowskiego, projektantem ówczesnej fasady mógł być Christoph Hackner, nadworny budowniczy kardynała Philippa von Sinzedorfa i autor m.in. pałacu Hatzfeldów i sąsiednich kamienic 18 i 19.

### Właściciele i postacie związane z kamienicą
Pierwsi właściciele kamienicy pochodzili prawdopodobnie spoza kręgu mieszczaństwa. W 1410 roku właścicielem posesji było małżeństwo Weronika i Niklas Bunzlau. Niklas był kupcem i karczmarzem. Po jego śmierci, około 1424 roku, posesja znajdowała się w rękach wdowy jeszcze do 1430 roku, kiedy to została sprzedana Peterow Rasterowi, rajcy, kupcowi i karczmarzowi, właścicielowi ziemskiemu oraz właścicielowi Kamienicy Pod Głową św. Jana przy wrocławskim Rynku, na jej północnej pierzei. W jego rękach kamienica, na której wisiał dług hipotetyczny w wysokości 319 grzywien, znajdowała się do 1435 roku; nowym właścicielem został wówczas Hans Hesse (starszy).
Hans Hesse był kupcem prowadzący swoje interesy zarówno na Węgrzech, jak i w Prusach czy w południowych Niemczech. Posiadał udziały w dochodach z rybołówstwa w księstwie, handlował ziemią, posiadał liczne renty na wsi. Był właścicielem kamienicy na ul. Kiełbaśniczej; posiadał komory w sukiennicach zarówno we Wrocławiu, jak i w Brzegu, posiadłości ziemskie, nieruchomości i ławy chlebowe. W 1438 roku był przewodniczącym gildii kupców we Wrocławiu. W 1442 roku Hesse przeprowadził się do kamienicy przy Rynku 20/21, a dom nr 17 przekazał swojemu szwagrowi, kupcowi, Wenzlowi Reichel. W XV wieku rodzina Reichel miała kilku potomków o imieniu Reichel i identyfikacja, który ze znanych wówczas Wenzlów został właścicielem kamienicy, jest utrudniona. Wyróżnia się dwóch przedstawicieli rodu: ojcu zmarłego w 1460 roku i jego syna, który zginął w 1489 w Budzie. Starszy Wenzel był posłem w Pradze, w latach 1443–1460 wybierany rajcą lub ławnikiem oraz kupcem i nabywcą wielu rent, gruntów i udziałowcem w monopolu rybołówstwa. Młodszy Wenzil w latach 1483–1489 był wybierany na ławnika.
W 1468 roku właścicielem kamienicy został Hans Gremmel Starszy, ówczesny właściciel innej kamienicy nr 13. Hans Gremmel był zamożnym kupcem pochodzącym z Kłodzka. On to prawdopodobnie w 1454 roku nabył obywatelstwo wrocławskie. W latach 1474–1499 zasiadał corocznie w ławach lub radzie miasta; w 1493 i 1496 otrzymał godność seniora rady, a w 1494 i 1496 pierwszego ławnika. Ponadto posiadał on jako właściciel ziemski status królewskiego lennika i pełnił funkcję witryka (ekonoma) kościoła św. Doroty. Do niego należała komora w sukiennicach, słodownia koło kościoła św. Krzysztofa i smolarnia przy Bramie Mikołajewskiej, a ponadto kilka innych nieruchomości. Zmarł w 1499 roku. Po jego śmierci kamienicę odziedziczyła córka Liebste i jej mąż Ludwig Tamme.
W 1671 roku kamienica należała do rodziny von Ebenna, a na początku XVIII w. jej właścicielem był potomek znanej i zasłużonej dla Wrocławia szlacheckiego rodu Fürstów mieszkających we Wrocławiu od połowy XVI wieku, baron Maximilian Ferdinand von Fürst.
W ostatnich 200 latach wielokrotnie zmieniała swoich właścicieli: w XIX wieku należała do kupieckiej rodziny Jäschke, w 1890 była siedzibą Wrocławskiego Banku Wekslowego, w 1900 jej właścicielem został kupiec Labanda, a następnie kupiec Tichauer i kamienicznik Scholz.

## Po 1945
W wyniku działań wojennych w 1945 roku kamienica uległa całkowitemu zniszczeniu. Została odbudowana w latach 1952–1955 według projektu lwowskiego architekta Wincentego Witolda Rawskiego na wzór szkiców Rudolfa Steina i nawiązująca do stanu z XVIII wieku.
Kamienica jest czterokondygnacyjna z dwukondygnacyjnym poddaszem i jednokondygnacyjnym szczytem zakończonym opływowym trójkątnym tympanonem. Wnętrze kamienicy ma układ czterotraktowy z przelotową sienią w zachodniej części i z klatką schodową w ostatnim trakcie. Dom jest połączony piwnicą z kamienicą nr 16 i posiada z nią wspólne wejście. W małym zamurowanym oknie łukowym znajdującym się na fasadzie przy portalu wejściowym umieszczona została rzeźba Bachusa autorstwa Antoniego Mehl, nawiązująca nie do historii kamienicy, ale do istniejącej w piwnicach połączonych kamienic "Winnicy Bachus".
W 1991 roku na parterze kamienicy nr 17 powstała restauracja Mona Liza.